# Sablé-sur-Sarthe

Sablé-sur-Sarthe este o comună în departamentul Sarthe, Franța. În 2009 avea o populație de 12,399 de locuitori.